# Chakwal
Chakwal (in urdu چکوال) è una città del Pakistan, situata nella provincia del Punjab.